# Dem Himmel so fern
Dem Himmel so fern ist ein US-amerikanischer Spielfilm aus dem Jahr 2002. Das Melodram basiert auf einem Drehbuch von Todd Haynes, der auch Regie führte.

## Handlung
Die USA im Herbst 1957: Frank und Cathy Whitaker sind das tonangebende Ehepaar in der Gesellschaft von Hartford, Connecticut. Frank arbeitet als Verkaufsleiter bei dem international agierenden Unternehmen Magnatech, einem Hersteller von Fernsehgeräten. Das attraktive Ehepaar Whitaker wird in der Werbekampagne des Unternehmens als Gesichter des fiktiven Ehepaars Mr. und Mrs. Magnatech eingesetzt. Das Familienidyll mit zwei reizenden Kindern wird durch ein luxuriöses Zuhause mit schwarzen Dienstboten umrahmt.
Das perfekte Leben der Whitakers bekommt erste Risse, als Frank eines Tages nach der Arbeit nicht pünktlich zu Hause erscheint, um
mit Cathy eine Abendgesellschaft zu besuchen. Cathy erhält einen Anruf vom örtlichen Polizeirevier, wo Frank festgehalten wird. Auf der Rückfahrt vom Revier weicht Frank Cathys Fragen aus und behauptet, die Sache beruhe auf einem Missverständnis. Am nächsten Morgen ist der Vorfall vergessen, als Cathy von Reportern der Lokalzeitung Weekly Gazette besucht wird; sie wollen eine Reportage über die Frau an der Seite des erfolgreichen Verkaufsleiters veröffentlichen. Während des Interviews kommt es zu einem Zwischenfall; sie bemerkt einen unbekannten schwarzen Mann in ihrem Garten. Cathy tritt verwirrt und ängstlich aus dem Haus und stellt den Mann zur Rede, der sich als Raymond Deagan vorstellt, der Sohn des verstorbenen Gärtners der Whitakers. Cathy ist peinlich berührt, entschuldigt sich für ihr Benehmen und kondoliert. Der Vorfall findet Erwähnung im Zeitungsartikel, in dem es heißt, Mrs. Whitaker sei besonders zuvorkommend gegenüber „Negern“ (engl. negros).
Auch in Franks Firma läuft nicht alles in geordneten Bahnen. Eine wichtige Präsentation wird vorverlegt, was Frank in Zeitdruck bringt. Unter der Belastung beginnt er bereits früh am Tag damit, Alkohol zu trinken, und besucht, nachdem er rastlos durch die Stadt gelaufen ist, eine Kinovorstellung. Dort folgt er zwei Männern in eine Hinterhofbar, einen Treffpunkt homosexueller Männer. Derweil freundet sich Cathy mit Raymond Deagan an, der die Arbeit seines Vaters als Gärtner der Whitakers fortsetzt. Der verwitwete Vater einer Tochter führt ein Pflanzengeschäft in einem Vorort, wie Cathy bei einer Unterhaltung erfährt.
Als Frank seine Frau telefonisch informiert, dass er arbeitsbedingt später nach Hause kommen werde, möchte sie ihn überraschen, packt das Abendessen ein und fährt in seine Firma. Als sie die leeren Flure durchquert und sein Büro betritt, erwischt sie Frank in flagranti mit einem Mann. Cathy steht unter Schock und fährt sofort nach Hause, wohin ihr Frank wenig später nachfolgt und gesteht, dass er vor langer Zeit „Probleme“ hatte. Beide wissen nicht, was sie in dieser Situation tun sollen, doch Frank erklärt sich bereit, gemeinsam mit ihr einen Arzt aufzusuchen. Bei einem Experten in Hartford teilt ihm dieser in einem Einzelgespräch mit, die „Heilungsaussichten“ seien gering, und nur fünf bis dreißig Prozent würden zur Heterosexualität zurückkehren (sog. Reparativtherapie). Die Behandlung bestünde in der Regel aus zwei wöchentlichen psychiatrischen Gesprächen, aber einige Patienten hätten auch Aversionstherapie mit Elektroschocks oder Hormonbehandlungen ausprobiert. Frank willigt in die Behandlung ein und hat fortan zweimal pro Woche Therapiesitzungen. Als sich Frank und Cathy auf den Weg nach Hause machen, kommt es zu einem Wutausbruch von Frank, der die Fragen seiner Frau nicht mehr ertragen kann.
Er besucht wöchentlich zweimal den Arzt, lässt aber Cathy über den Erfolg im Unklaren. Sie stürzt sich in die Vorbereitungen für eine wichtige Party in ihrem Haus und besucht eine Kunstausstellung, die von ihrer Freundin Eleanor ausgerichtet wird. Dort begegnet sie Raymond und seiner Tochter Sarah. Beide verlieren sich bald in ein Gespräch über ein Bild des Malers Joan Miró, sehr zum Ärger von Eleanor, die Cathy darauf aufmerksam macht, dass sie durch das angeregte Gespräch mit ihrem schwarzen Gärtner die Verachtung und den Spott der übrigen Besucher auf sich zieht. Die Abendgesellschaft bei den Whitakers entwickelt sich zu einem vollen Erfolg, doch Cathy wird von ihrem betrunkenen Mann im Laufe des Abends vor den Gästen brüskiert. Als sie ihn nach Ende der Party darauf anspricht, versucht er, sich ihr sexuell zu nähern, was misslingt. Frank bricht in Tränen aus, während ihn seine Frau zu beruhigen versucht. Cathy beteuert ihm, wie sehr sie ihn liebe, doch Frank schlägt ihr unabsichtlich ins Gesicht.
Cathy versucht die Rötung an der Stirn am nächsten Morgen mit einer neuen Frisur zu kaschieren, doch ihrer Freundin Eleanor bleibt die Verletzung nicht verborgen. Cathy versucht sich herauszureden, während ihre Freundin von den ehelichen Problemen ahnt und ihr Unterstützung zusagt. Cathy bricht nach diesem sehr emotionalen Gespräch in einem Weinkrampf zusammen und wird von Raymond Deagan entdeckt, der versucht, sie auf einen Ausflug zu einer Baumschule zu überreden, um sie auf andere Gedanken zu bringen. Cathy sagt nach kurzem Zögern zu, an dem Ausflug teilzunehmen, in dessen Verlauf Raymond erfährt, dass Cathys Ehemann für ihre Verletzung verantwortlich ist. Raymond führt sie in ein Lokal aus, das ausnahmslos von Schwarzen besucht wird. Hiermit stillt er Cathys Neugierde, die erfahren wollte, wie es ist, „der einzige [einer anderen Hautfarbe] in einem Raum zu sein“. Beide kommen sich näher und Cathy bittet Raymond um einen Tanz, den er ihr gewährt.
Einige Tage später wird Cathy von ihrer Freundin Eleanor darüber aufgeklärt, dass Gerüchte in Hartford die Runde machen. Cathy wurde beobachtet, als sie mit Raymond aus seinem Transporter gestiegen ist, doch sie beruhigt Eleanor und tut die Vorwürfe als lächerlich ab. Auch Frank sind die Gerüchte zu Ohren gekommen, und es kommt zwischen dem Ehepaar zu einem heftigen Streit, in dessen Verlauf sich Cathy bereit erklärt, Raymond zu kündigen. Gleichzeitig erfährt sie, dass ihr Ehemann für einen Monat beurlaubt wurde, und das in der geschäftigsten Zeit des Jahres. Beide entscheiden sich dafür, einen gemeinsamen Urlaub zu verbringen. Zuvor trifft sich Cathy mit Raymond im Stadtzentrum von Hartford, um ihm persönlich die Kündigung und das Ende der beginnenden Freundschaft mitzuteilen. Als sich Cathy am Ende des Gesprächs von Raymond abwendet, versucht er sie am Weggehen zu hindern, was von (weißen) Passanten sofort als Übergriff eines Schwarzen auf eine weiße Frau gewertet wird.
Frank und Cathy fliegen zu Silvester 1957 gemeinsam nach Miami, um auszuspannen und ihrer Ehe neue Impulse zu geben. Doch die Reise hat den gegenteiligen Effekt, und Frank macht im Hotel die Bekanntschaft eines Mannes, der sich von ihm angezogen fühlt. Gleichzeitig werden Cathy und Frank auf die Missstände in den USA zwischen Schwarzen und Weißen aufmerksam gemacht, die nicht nur in Hartford an der Tagesordnung sind. Als ein kleiner schwarzer Junge den (den weißen Gästen vorbehaltenen) Swimmingpool des Hotels betritt, wird er sogleich von seinem Vater, einem Kellner, unter Vorhaltungen wieder herausgeholt; dennoch leert sich danach in kürzester Zeit das Schwimmbecken von allen Gästen. In Hartford kommt es derweil zu einem folgenschweren Zwischenfall. Raymonds Tochter wird auf dem Nachhauseweg von der Schule von drei weißen Kindern damit aufgezogen, dass ihr Vater sie beschütze und umsorge, aber auch, dass er eine weiße Freundin habe. Als sie daraufhin davonläuft, verfolgen sie die drei und bewerfen sie mit Steinen, von denen einer sie am Kopf verletzt.
Eines Abends kommt Frank früher als üblich von der Arbeit nach Hause, da er an einer wichtigen Sitzung nicht teilgenommen hat, und bricht mit einem Weinkrampf vor Cathy und seinen Kindern zusammen. Er gesteht seiner Frau, er habe sich in einen Mann verliebt, der mit ihm zusammenleben wolle. Er habe in seinem Leben nie ein derartig starkes Gefühl für einen Menschen empfunden. Cathy hört sich dies wie versteinert und verletzt an und nimmt Franks Entscheidung, die Scheidung einreichen zu wollen, vorweg, ehe er sie selbst äußern kann. Cathy bricht ihr Schweigen gegenüber ihrer Freundin Eleanor und berichtet ihr von Franks Homosexualität und der schwierigen finanziellen Lage, in der sie sich gerade befinden. Gleichzeitig sinnt sie den Treffen mit Raymond Deagan nach, wovon sie auch ihrer Freundin berichtet, die sich dadurch bestätigt sieht, dass die Gerüchte über Cathy doch keine Erfindung waren. Eleanor, die sich zuvor immer als „beste Freundin“ bezeichnet hatte, wendet sich daraufhin, wie zuvor auch alle anderen in der Stadt, von Cathy ab.
Als Cathy von ihrer Haushälterin erfährt, dass es sich bei dem Mädchen, das vor Wochen von Weißen angegriffen und verletzt wurde, um Raymonds Tochter handelt, fährt sie sofort zu ihm, um sich nach Sarahs Befinden zu erkundigen. Für Raymond und seine Tochter ist das Leben in Hartford unerträglich geworden. Die Jungen, die seine Tochter mit Steinen beworfen haben, kamen ohne Strafe davon. Stattdessen werden nun regelmäßig die Fenster von Raymonds Haus von anderen Farbigen, die um die Gerüchte von Cathy und ihm wissen, mit Steinen beworfen. Da Raymond keine Aufträge mehr erhält, hat er sich dazu entschlossen, zu seinem Bruder nach Baltimore zu ziehen. Cathy hofft darauf, Raymond in Baltimore, wo sie niemand kennt, eines Tages „besuchen“ zu können, da sie doch jetzt wieder Single sein werde. Doch Raymond zerstört ihre Hoffnungen. Er habe seine „Lektion“ gelernt, nicht mehr in andere Welten einzutauchen, und wollte nun tun, was für seine Tochter Sarah das Richtige ist. In der letzten Szene kommt die frisch geschiedene Cathy unaufgefordert zum Zug, mit dem Raymond und seine Tochter abfahren. Wortlos sehen sich die beiden Erwachsenen nur an, während der Abstand zwischen ihnen immer größer wird.

## Entstehungsgeschichte
Regisseur Todd Haynes, der für seinen Film Dem Himmel so fern auch das Originaldrehbuch lieferte, ließ sich bei der Umsetzung seiner Idee u. a. von Filmen der Hollywood-Veteranen John M. Stahl und Douglas Sirk (siehe Was der Himmel erlaubt) inspirieren. So ist etwa der Schauplatz seines Films – wie in den Werken seiner Vorbilder – ein typisch US-amerikanischer Vorort, in dem eine wohlhabende gutbürgerliche Familie ein scheinbar idyllisches und sorgloses Leben führt.
Haynes drehte den Film in satten Technicolorfarben und scharte unter anderem den Szenenbildner Mark Friedberg (Der Eissturm), den Kameramann Edward Lachman (Erin Brockovich) und die Kostümbildnerin Sandy Powell (Shakespeare in Love) um sich, um den Stil vom Hollywood der 1950er Jahre wiederzubeleben. Dabei musste Mark Friedberg dafür Sorge tragen, ein Set zu entwerfen, das wie eine Studioproduktion aus dieser Periode wirkt. So wurde das Haus der Whitakers vollständig nachgebaut. Der Kameramann Edward Lachman bildete den Look der 1950er Jahre nach, indem er dieselbe Art von Beleuchtungsausrüstung (Glühlampen), Beleuchtungstechnik und Linsenfilter verwendete, wie sie in den 1950er Jahren für ein Melodram üblich waren.
Bei der Wahl der Hauptdarstellerin verließ sich Haynes auf die US-amerikanische Charakterdarstellerin Julianne Moore, mit der er bereits 1995 in dem Drama Safe zusammengearbeitet hatte. Moore, die während der Dreharbeiten schwanger war, wollte das klassische Ideal der 1950er Jahre vertreten und wählte deshalb eine blonde Perücke, obwohl Haynes ursprünglich nicht auf ihre natürliche Haarfarbe (Rot) verzichten wollte. Für die Rolle des Raymond Deagan wurde Dennis Haysbert ausgewählt, der eine ähnliche Rolle bereits 1992 an der Seite von Michelle Pfeiffer in Love Field – Liebe ohne Grenzen bekleidet hatte. Während der Dreharbeiten gehörte Haysbert auch zum Schauspielensemble der Fernsehserie 24, die zur gleichen Zeit in Los Angeles gedreht wurde, was ein permanentes Pendeln zwischen West- und Ostküste für den Schauspieler erforderte.
Dem Himmel so fern, der Mitte Oktober 2001 in Produktion ging, ist der vierte Spielfilm, den Independentfilm-Produzentin Christine Vachon und Regisseur Todd Haynes gemeinsam produzierten. Als ausführender Produzent war u. a. Steven Soderbergh an dem Projekt beteiligt. Der Film wurde entgegen dem Ort der Handlung in und um New Jersey gedreht. Die Studioszenen entstanden u. a. im Bayonne's Military Ocean Terminal. Weitere Dreharbeiten fanden in Bloomfield (New Jersey) und in Manhattan statt. Die vier Straßen, die in dem Film Hartford darstellen, befinden sich in vier verschiedenen Städten, so dass wenn ein Schauspieler um eine Straßenecke bog, er quasi in einer anderen Stadt wieder auftauchte. Die Szenen in Miami fanden in einem alten Beach Club, dem Rockaway, statt. Die Kunstwerke, die im so genannten Hartford Cultural Center hängen, wurden von der Filmcrew, inspiriert von berühmten Künstlern, als Drucke reproduziert.

## Rezeption
Dem Himmel so fern feierte am 1. September 2002 auf den Filmfestspielen von Venedig Premiere. Das Drama über gesellschaftliche Vorurteile der 1950er Jahre sowie über Homosexualität und Rassismus wurde von der Kritik gefeiert und als Wiederbelebung des US-amerikanischen Melodrams angesehen, eines zum damaligen Zeitpunkt längst vergessenen Genres. Zugleich gilt Dem Himmel so fern als Hommage an das Werk von Douglas Sirk und vor allem seine beiden Werke Was der Himmel erlaubt (All That Heaven Allows, 1955) und Solange es Menschen gibt (Imitation of Life, 1959), die einen ähnlichen Plot aufweisen. Dem Himmel so fern, der am 8. November 2002 in ausgewählten Kinos in den USA anlief, spielte bei geschätzten Produktionskosten von 13,5 Mio. US-Dollar bis zum 16. April 2003 einen Bruttogewinn von 15,8 Mio. US-Dollar ein. Damit avancierte er zur erfolgreichsten Independent-Produktion des Kinojahres 2002. Der Film ist konsequent im Retrostil gedreht und kopiert sowohl in seiner Bildsprache als auch in der Farbgestaltung mit Technicolor und Weichzeichner die Filme der 50er Jahre.
In Deutschland kam der Film fast fünf Monate nach dem US-Start am 13. März 2003 in die Kinos und erhielt wie schon in den USA hervorragende Kritiken.
2016 belegte Dem Himmel so fern bei einer Umfrage der BBC zu den 100 bedeutendsten Filmen des 21. Jahrhunderts den 86. Platz.

## Kritiken
- Los Angeles Times: „… was Julianne Moore mit ihrer Rolle macht, ist mit dem Maßstab, den wir an große Schauspielerei anlegen, kaum mehr zu messen …“
- Blickpunkt:Film: „Großartig besetzt, traumwandlerisch sicher inszeniert und in allen technischen Belangen makellos gehandhabt …“
- film-dienst: „Ein meisterhaftes doppelbödiges Melodram, das vor allem die Position der Frau in einer von Vorurteilen und Repressionen beherrschten Gesellschaft hinterfragt. Äußerliche Bildschönheit und inhaltliche Konfrontationslust gehen eine ideale Symbiose ein. Gleichzeitig ist der Film eine Hommage auf die Arbeiten von Douglas Sirk. Sehenswert!“
- epd Film: „Er erzählt von einem Gestern, das unbewohnbar war, und er tut es mit viel Stil und viel Gefühl. Ein eleganter Film, ein sorgfältiger Film. Aber auch ein konservierender Film, in dem die Emotionen ein paar Grad zu kalt bleiben (…) Fast scheint es, als habe Haynes mit der gleichen Verbissenheit die fünfziger Jahre (…) nachempfunden, die dieses Jahrzehnt ideologisch geprägt haben.“[5]
- Rhein-Zeitung: „Wie einst bei Douglas Sirk steht auch bei Haynes die Frau als Hoffnungsträgerin im Zentrum. Julianne Moore verleiht der Cathy facettenreich Gestalt, zeigt deren Wandel vom naiven Hausmuttchen zur verhalten zeitkritischen Persönlichkeit mitreißend.“
- die tageszeitung: „Dem Himmel so fern ist kein ,period piece‘ in dem Sinne, dass eine vergangene Zeit rekonstruiert würde. Vielmehr rekonstruiert der Film – ähnlich wie François Ozons 8 Femmes – die Filme jener Zeit, mithin die Fiktionen, die sich diese Zeit von sich selbst machte. Es sind dies die Melodramen der 50er-Jahre mit ihrer abundanten Farbigkeit, ihrem Suburbia-Setting, ihren indirekten Kameraeinstellungen und ihren Konflikten, die weniger die der einzelnen Figuren sind, sondern solche, die persönliches Leid und gesellschaftliche Kondition zu Knoten verschränken. Die zentrale Figur in diesen Filmen ist die Frau, die ihr Verlangen opfert. In Dem Himmel so fern heißt diese Frau Cathy Whitaker und wird von Julianne Moore gespielt. Man mag kaum glauben, dass Moore die Pornoqueen in Boogie Nights gab, so überzeugend hat sie sich hier in die weiße Mittelschichthausfrau der 50er-Jahre verwandelt – und auch in Schauspielerinnen wie Lana Turner oder Jane Wyman, die vor 50 Jahren solche Figuren verkörperten. Man mag außerdem kaum glauben, wie sicher Haynes das Sublime des Melodrams in seinen Film treibt, wie er dessen perfekte Künstlichkeit, dessen Überschuss an Inszenierung adaptiert und zugleich so wenig braucht, um etwas zu zeigen. Ein Blickwechsel, das Muster einer Tapete oder ein Schweigen im entscheidenden Augenblick reichen.“
- Die Zeit: „Während sich der Betrachter über Julianne Moores kühn karierte Badeanzüge und die schnittigen Hüte ihres Mannes belustigt, schaut eine ganze Epoche des amerikanischen Kinos von der Leinwand zurück, um verwundert festzustellen, dass sich seit den Fünfzigern weniger verändert hat, als die Zeichen der Mode und der Ausstattung glauben machen. Dem Himmel so fern ist eine filmische Elegie über Gefühle, die im wahrsten Sinne des Wortes nicht ins Bild passen, über Begehren und Sehnsüchte, die im Keim erstickt werden, weil es für die, die sie empfinden, keinen gemeinsamen Ort gibt.“
- Neue Zürcher Zeitung: „Haynes gelingt es wie damals Sirk, eine verstörende emotionale Erfahrung in eine überzeitliche Fabel zu übertragen.“

## Auszeichnungen
Dem Himmel so fern war der erfolgreichste Independentfilm des Kinojahres 2002 und einer der am häufigsten ausgezeichneten Filme. Todd Haynes’ Drama wurde mit über 70 Filmpreisen honoriert und für dreißig weitere nominiert. Neben Independentfilmpreisen wie dem Independent Spirit Award und dem Chlotrudis Award wurde der Film von den Kritikervereinigungen von Chicago, Seattle und New York City sowie mit dem Golden Satellite Award als bester Film des Jahres ausgezeichnet. Ferner war der Film 2003 für vier Oscars und Golden Globes nominiert, darunter Julianne Moore, der bei der Academy-Award-Verleihung als beste Hauptdarstellerin für Dem Himmel so fern und als beste Nebendarstellerin für Stephen Daldrys The Hours – Von Ewigkeit zu Ewigkeit die Ehre zuteilwurde, eine der seltenen Doppel-Nominierungen zu erhalten. Die Rolle der 1950er-Jahre-Hausfrau Cathy Whitaker stellte den bisherigen Höhepunkt ihrer Karriere dar und sie wurde u. a. 2002 bei den Filmfestspielen von Venedig und von der National Board of Review ausgezeichnet. Nebendarsteller Dennis Quaid erhielt als homosexueller Ehemann eine Nominierung für den Golden Globe, Patricia Clarkson ebenfalls den Preis der National Board of Review. Dennis Haysberts Leistung wurde mit dem Satellite Award als bester Nebendarsteller belohnt.

### Oscar 2003
Nominiert in den Kategorien
- Beste Hauptdarstellerin (Julianne Moore)
- Bestes Original-Drehbuch
- Beste Kamera
- Beste Filmmusik

### Golden Globe 2003
Nominiert in den Kategorien
- Beste Hauptdarstellerin – Drama (Julianne Moore)
- Bester Nebendarsteller (Dennis Quaid)
- Bestes Drehbuch
- Beste Filmmusik

### Weitere
American Society of Cinematographers 2003
- nominiert in der Kategorie beste Kamera

Black Reel Awards 2004
- Bester Nebendarsteller (Dennis Haysbert)

Bodil 2004
- nominiert in der Kategorie Bester amerikanischer Film

Broadcast Film Critics Association Awards 2003
- Beste Kamera
- 2. Platz in der Kategorie Beste Hauptdarstellerin (Julianne Moore)

Camerimage 2002
- Silberner Frosch

Chicago Film Critics Association Awards 2003
- Bester Film
- Beste Regie
- Beste Hauptdarstellerin (Julianne Moore)
- Bester Nebendarsteller (Dennis Quaid)
- Beste Filmmusik
- Beste Kamera

Nominiert in den Kategorien
- Beste Nebendarstellerin (Patricia Clarkson)
- Bestes Drehbuch

Chlotrudis Awards 2003
- Bester Film
- Beste Nebendarstellerin (Patricia Clarkson)
- Publikumspreis – Beste Hauptdarstellerin (Julianne More)

Dallas-Fort Worth Film Critics Association Awards 2003
- Beste Hauptdarstellerin (Julianne Moore)
- Beste Kamera

Empire Awards 2004
- nominiert in der Kategorie Beste Darstellerin (Julianne Moore)

Europäischer Filmpreis 2002
- nominiert für den Prix Screen International als bester internationaler Film

Florida Film Critics Circle Awards 2003
- Beste Hauptdarstellerin (Julianne Moore)
- Beste Kamera

Golden Satellite Awards 2003
- Bester Film – Drama
- Beste Regie
- Bester Nebendarsteller – Drama (Dennis Haysbert)

Nominiert in den Kategorien
- Beste Hauptdarstellerin – Drama (Julianne Moore)
- Bester Nebendarsteller – Drama (Dennis Quaid)
- Bestes Original-Drehbuch
- Beste Kamera

Independent Spirit Awards 2003
- Bester Film
- Beste Regie
- Beste Hauptdarstellerin (Julianne Moore)
- Bester Nebendarsteller (Dennis Quaid)
- Beste Kamera

Kansas City Film Critics Circle Awards 2003
- Beste Hauptdarstellerin (Julianne Moore)

London Critics Circle Film Awards 2004
- Beste Hauptdarstellerin des Jahres (Julianne Moore)

Los Angeles Film Critics Association Awards 2002
- Beste Hauptdarstellerin (Julianne Moore)
- Beste Filmmusik
- Beste Kamera

National Board of Review 2002
- Beste Hauptdarstellerin (Julianne Moore)

National Society of Film Critics Awards 2003
- Beste Nebendarstellerin (Patricia Clarkson)

New York Film Critics Circle Awards 2002
- Bester Film
- Beste Regie
- Bester Nebendarsteller (Dennis Quaid)
- Beste Nebendarstellerin (Patricia Clarkson)
- Beste Kamera

Online Film Critics Society Awards 2003
- Beste Hauptdarstellerin (Julianne Moore)
- Bester Nebendarsteller (Dennis Quaid)
- Bestes Original-Drehbuch
- Beste Ausstattung
- Beste Filmmusik
- Beste Kamera
- Beste Kostüme

Nominiert in den Kategorien
- Bester Film
- Beste Regie

San Francisco Film Critics Circle 2002
- Beste Regie

Sant Jordi Awards 2004
- Beste ausländische Darstellerin (Julianne Moore)

Satellite Awards 2003
- Bester Film – Drama
- Beste Regie
- Bester Nebendarsteller – Drama (Dennis Haysbert)

Nominiert in den Kategorien
- Beste Hauptdarstellerin – Drama (Julianne Moore)
- Bester Nebendarsteller – Drama (Dennis Quaid)
- Bestes Original-Drehbuch
- Beste Kamera

Screen Actors Guild Awards 2003
Nominiert in den Kategorien
- Beste Hauptdarstellerin (Julianne Moore)
- Bester Nebendarsteller (Dennis Quaid)

Seattle Film Critics Awards 2002
- Bester Film
- Beste Regie
- Beste Hauptdarstellerin (Julianne Moore)
- Bestes Original-Drehbuch
- Beste Filmmusik
- Beste Kamera

Southeastern Film Critics Association Awards 2002
- Beste Hauptdarstellerin (Julianne Moore)
- Bestes Original-Drehbuch

Toronto Film Critics Association Awards 2002
- Beste Hauptdarstellerin (Julianne Moore)

Vancouver Film Critics Circle 2003
- Beste Hauptdarstellerin (Julianne Moore)

Filmfestspiele von Venedig 2002
- Coppa Volpi – Beste Darstellerin (Julianne Moore)

World Soundtrack Awards 2003
- nominiert in der Kategorie Soundtrack-Komponist des Jahres (Elmer Bernstein)

Writers Guild of America 2003
- nominiert in der Kategorie bestes Original-Drehbuch